# Christoph Wamser
Christopher Wamser (Wolfach, 1575 – Colonia, 1649) è stato un architetto e gesuita tedesco protagonista del gotico postumo in epoca barocca.